# Diplazium fosbergii
Diplazium fosbergii är en majbräkenväxtart som först beskrevs av Edwin Bingham Copeland och som fick sitt nu gällande namn av Conrad Vernon Morton.
Diplazium fosbergii ingår i släktet Diplazium och familjen Athyriaceae. Inga underarter finns listade i Catalogue of Life.